# 후나가타정
후나가타정(일본어: 舟形町 후나가타마치[*])은 일본 야마가타현 북부에 있는 모가미군의 정이다.

## 지리
모가미강이 동쪽의 모가미정에서 흘러 오는 오구니강과 합류하는 지점에 있는 정이다.

## 역사
에도 시대에 산킨코타이로 사용된 우슈 가도의 역참 마을로 발달했다. 메이지 시대가 되면서 후나가타정·모가미정·오바나자와시를 중심으로 한 지역에서 당시 기후현·미야기현과 함께 "일본 3대 아탄전"으로 불린 모가미 탄전이 발견되어 정내의 많은 탄광에서 아탄의 채굴이 실시되었다.
- 1889년 - 후나가타촌이 탄생하였다.
- 1890년 - 후나가타촌에서 호리우치촌이 분리되었다.
- 1954년 12월 1일 - 후나가타촌과 호리우치촌이 합병해 후나가타정이 탄생하였다.

## 인구
| 연도 | 인구   | ±%     |
| ---- | ------ | ------ |
| 1920 | 7,730  | —      |
| 1930 | 7,945  | +2.8%  |
| 1940 | 8,512  | +7.1%  |
| 1950 | 11,438 | +34.4% |
| 1960 | 10,957 | −4.2%  |
| 1970 | 8,397  | −23.4% |
| 1980 | 8,028  | −4.4%  |
| 1990 | 7,806  | −2.8%  |
| 2000 | 6,996  | −10.4% |
| 2010 | 6,164  | −11.9% |

## 교통

### 철도
- 동일본 여객철도
  - 오우 본선(야마가타선)
  - 리쿠우토선

### 도로
- 국도 13호선
- 국도 47호선